# Chandria
Chandria grekiska: Χανδριά) är en by i distriktet Limassol, Cypern och tillhör bygruppen Pitsilia. Byn är den näst högst belägna byn på Cypern efter Prodromos och ligger på 1 275 meters höjd.

## Turism
Byn attraherar en del agroturister och flera av de gamla husen har restaurerats med hjälp av statligt stöd. De lokala restaurangerna är kända för sina traditionella söta "loukoumades".
I byn finns också en bysantinsk kyrka tillägnad ärkeängeln Mikael.

## Demografi
Befolkningen i byn, enligt framräkningar 2006, är 214. I mitten av 1900-talet var befolkningen över 1 000 med en mycket aktiv grundskola. Grundskolan används idag som camping under sommarmånaderna. Det begränsade antalet barn som finns i byn går numera i den närliggande byn Kyperountas skola.

## Ekonomi
De flesta invånarna i byn är pensionärer. Större delen av den arbetande befolkningen jobbar inom jordbruket och den lokala byggnadsindustrin. En liten minoritet är tjänstemän.
Byborna arbetar på små fruktträdgårdar i de omkringliggande dalgångarna.

## Historia
Enligt en lokal berättelse, låg en stor villa i byn känd som Grammata under den venetianska eran, som tillhörde kardinal Marcus Cornaro, nevö till drottning Caterina Cornaro. Andra platser i området såsom Vassiliko, Vassilitzi och Netikos tyder på att hela regionen var hans feodala område.
Byns lokala hjälte är Stylianos Lenas, som dog under kampen mot det brittiska styret, som pågick 1955-1959. Ett antal män i byn deltog som medlemmar i EOKA, den antikoloniala organisationen som slogs för att få brittiska trupperna att lämna ön. Byns fotbollsklubb har fått sitt namn efter honom.
Enligt Leronymos Peristianis, och äldre byinvånares berättelse, verkade en kommunal skola i ett rum i kyrkan under den turkiska ockupationen. Läraren var en munk från Handria som lämnade klostret Mesa Potamos efter att det stängts.
Grupper tillhörande EOKA-gerillan opererade omkring byn 1955-59. Under det historiska bakhållet i Chandria i mars 1956, dödades Christos Chartas från Polystypos.

## Geografi och geologi
Byn ligger på berget Madaris sydsluttning på en höjd av 1 275 meter.
Floden Limnatis biflöden rinner genom byns område och bildar smala vattenstråk. Ett sådant biflöde är Zavos, som används till att bevattna stora områden i dalarna nedanför byn. Mycket lite mark omkring Chandria är lämplig för jordbruken och har därför har mängder av terrassodlingar skapats.

## Klimat
Chandrias klimat är svalt sommartid och mycket kallt på vintern, med en hygglig mängd regn och snö.
Byn ligger i korsningen som kopplar samman Pitsiliabyarna som tillhör distriktet Limassol med de i distriktet Nicosia. Den ligger 2 km från Kyperounda, 6 km från Agros och 4 km från Polystypos.

## Världsarvsstatus
I området finns Troodosbergens ofiolit, som utgörs av 90 miljoner år gamla olika bergartslager av den oceaniska jordskorpan. Denna syns väldigt tydligt längs vägarna i byarna Chandria, Kionia, Klirou, Malounta och  Mathiatis. Av detta skäl sattes byarna och berget Olympus, den 4 februari 2002, upp på Cyperns tentativa världsarvslista. Geologistudenter besöker ofta de magmatiska bergarterna som syns längs vägarna runt Chandria.